# Atajate
Atajate település Spanyolországban, Málaga tartományban. Atajate Alpandeire, Benadalid és Jimera de Líbar községekkel határos. Lakosainak száma 187 fő (2024).

## Népesség
A település népessége az elmúlt években az alábbi módon változott:
| Lakosok száma | 172  | 172  | 154  | 130  | 158  | 133  | 167  | 168  | 183  | 187  |
|               | 2001 | 2004 | 2007 | 2009 | 2012 | 2014 | 2017 | 2019 | 2022 | 2024 |